# Colonia Hugues
Colonia Hughes (a veces llamada Colonia Hugues) es una localidad de Argentina ubicada en el departamento Colón, Provincia de Entre Ríos. Se ubica 1 km al este de la Ruta Nacional 14, y 15 km al sudoeste de Colón, de la cual es un barrio.
En el lugar hay una muestra de antigüedades promocionada como parte del circuito turístico de Colón. En la zona existió un falansterio, comunidad utópica dedicada al trueque, en ella se produjo grappa hasta que la misma fue prohibida en 1930. La localidad no cuenta con Junta de Gobierno, aunque parte de su población viene gestionando la creación. La colonia fue fundada por Luis Hugues.

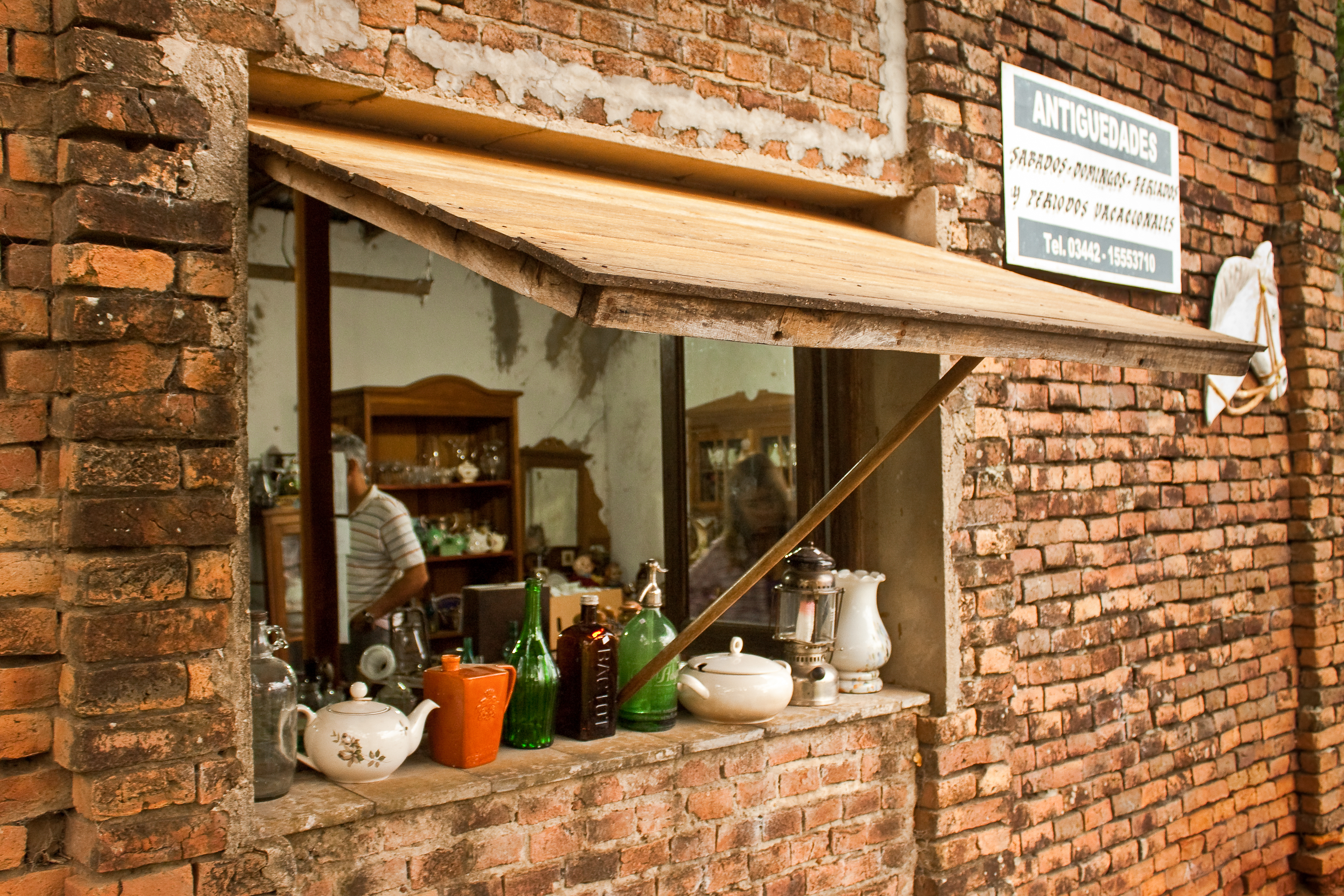
Almacén de antigüedades

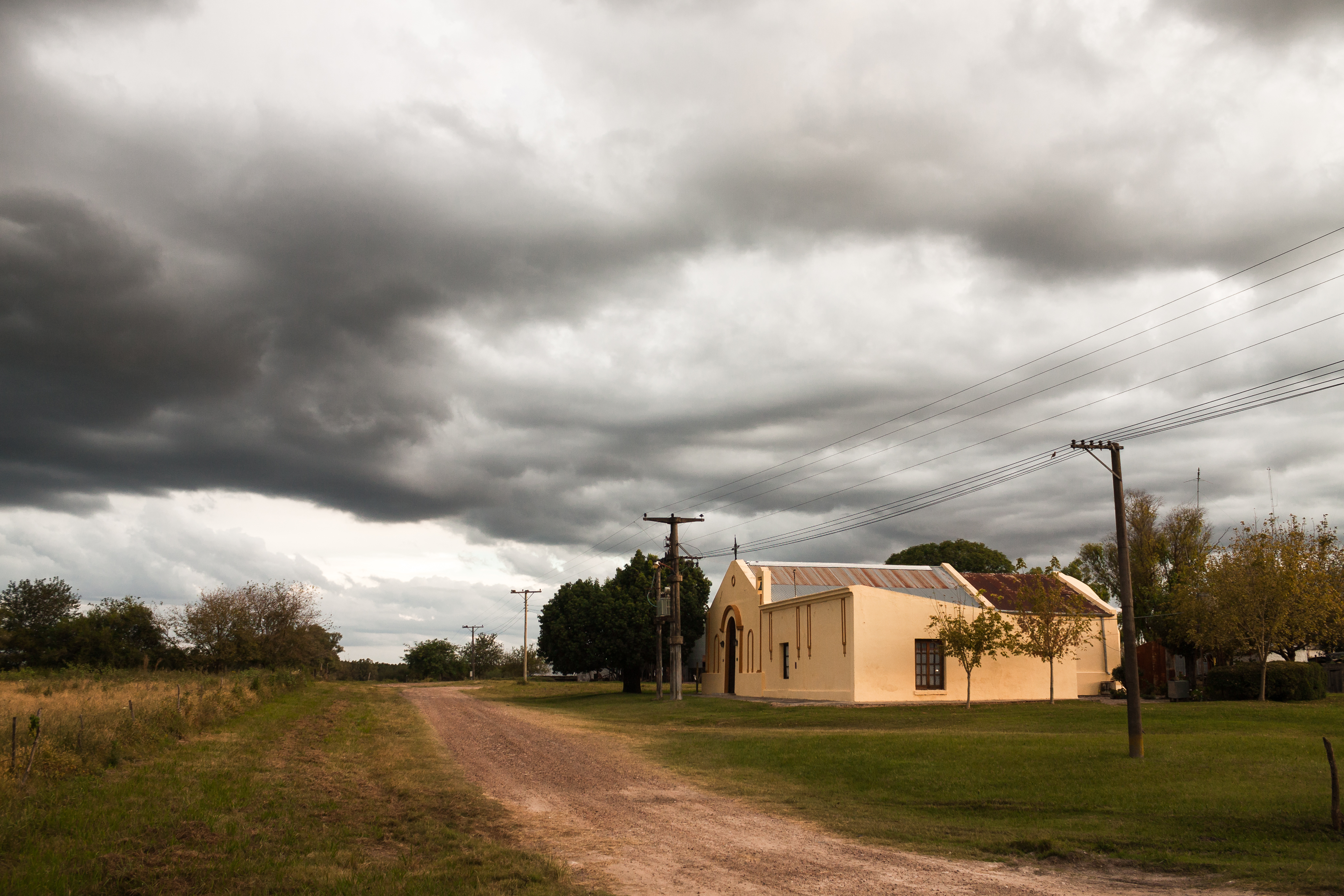
Iglesia